# 忠義十九公廟
23°28′49″N 120°27′25″E / 23.480330°N 120.457001°E
忠義十九公廟，是位於臺灣嘉義市東區華南里、東門圓環旁的廟宇，祭拜十八位清朝人物與一隻犬，與林爽文事件有關。

## 由來

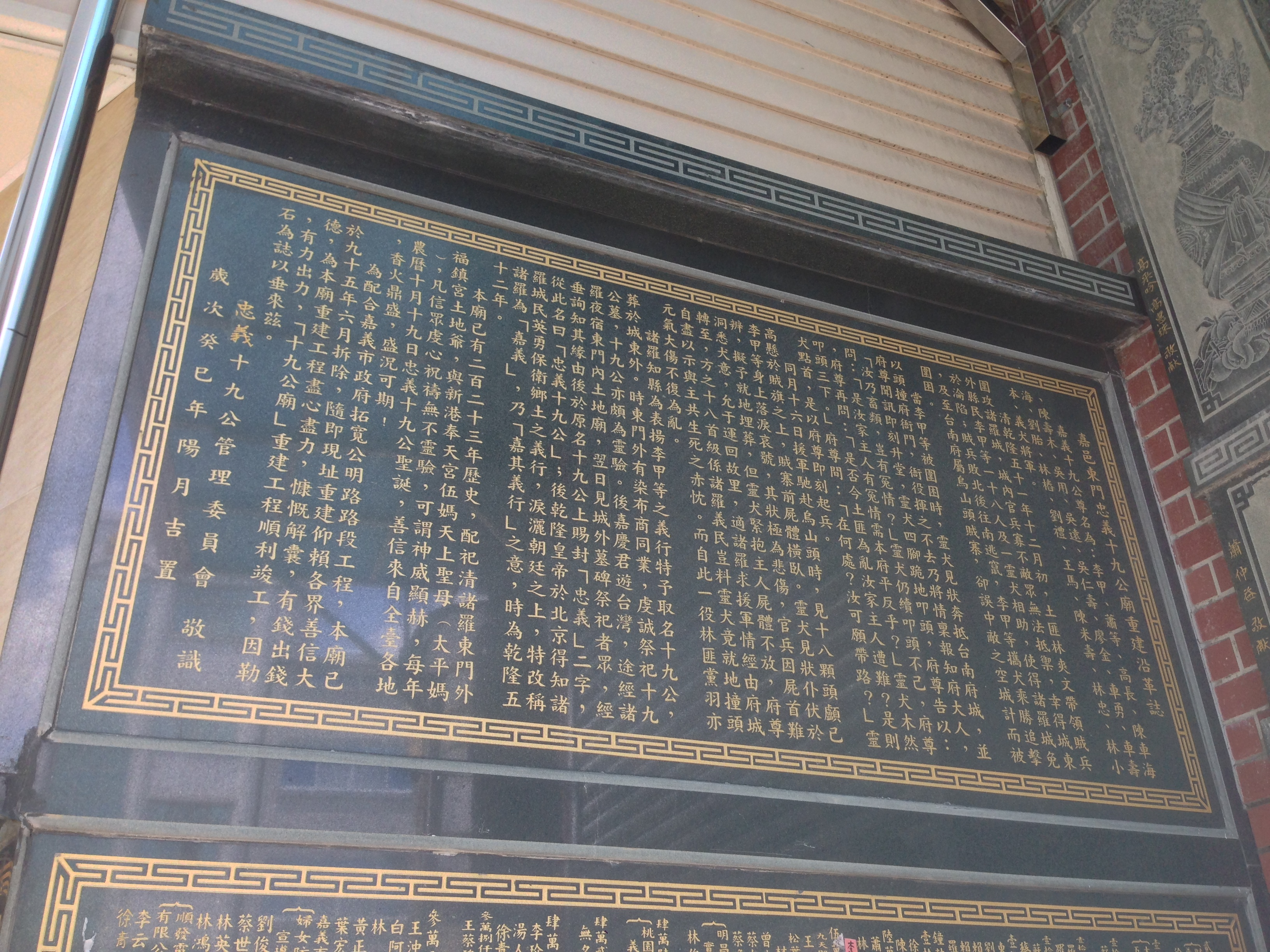
沿革記載死者為李甲、蕭等、高長、陳車海、陳壽木、吳用、吳遠、吳仁壽、廖金、車勇、車壽海、劉胎、林樁、劉禮、王馬、陳米壽、林忠、林小本。

嘉義文獻記載，乾隆五十一年末，支援清軍的諸羅縣民李甲等十八人在烏山頭被林爽文軍圍困戰死，運回諸羅城埋葬，而獲居民建廟祭祀。原稱「十九公廟」，亦稱「義犬公祠」，也有稱為「將軍廟」。另一說法，受祀者是於林爽文攻打諸羅城時，在東門殉職的十八員守兵。
有民間故事說當時危急時，有一條犬帶救兵回來救主人，但因太遲就當場撞頭自盡；大里七將軍廟義犬的傳說則是咬舌自盡；乾華十八王公廟義犬的傳說則為墜海殉主。另外與嘉慶君遊台灣相關傳說是說嘉慶君在嘉義東門夜宿，翌日見多人在十九公墓祭祀，經垂詢知其緣由後，加封「忠義」二字，從此名曰「忠義十九公」。
1934年在臺灣神社擔任禰宜的松崎貞吉提到嘉義城的二十三將軍祠是祭拜因林爽文事件身亡的二十二員守兵與一隻犬。

## 沿革
1906年地震此祠坍壞，移至東門外。東門城福鎮宮也因殘破倒塌，土地公神像移到此祠合祀。大正年間，江賢文建小祠，但在皇民化時被廢，屍骨被遷葬嘉義市彌陀寺旁的山丘上。與五百三公祠的受祀者都合葬於彌陀寺東側的義民塔。1947年，在東門圓環邊的東北角復建小祠，並改稱為「忠義祠」。
1948年，嘉義市市長宓如卓認為諸羅八景有些在嘉義縣下或已過時，遂邀李德和、許然、朱榮貴、黃文陶、林玉書、余慶鐘組成「嘉市新八景評定委員會」選定新的「八景六勝」，其中此廟以「義廟揚仁」之名與福康安紀功碑、嘉義市忠烈祠等列為「六勝」。
2006年6月，此廟配合嘉義市政府拓寬公明路而拆除，原址四十坪剩三坪多。拆除時，廟地出土一塊長八十五公分、寬三十四公分，重達五公斤，泛黃的玉碑。廟方因廟宇縮小，一度考慮要遷廟，但擲筊請示神諭，結果是留在原地。經前後主委蔡慶昌、蔡宗良父子，以及地方人士與信眾捐獻，並貸款共新台幣二千餘萬元，原址購地重建二十五坪，於2013年11月20日新廟落成入火安座。廟址為嘉義市東區公明路111號。2017年，原本共祀的東門城福鎮宮獨立復廟。

## 祭祀
在1994年報導時，廟方管理人黃士癸表示義犬對信徒請求找回失犬或失車的事特有神蹟，每年因此以金牌感謝的約有六十面。農曆十月十九日祭典時，演戲酬神或放電影謝神的戲台，要持續兩個月。

## 戲劇
長義閣掌中劇團，藉由嘉義市文化局補助，將該廟的傳說故事改成布袋戲。2016年11月23日在忠義十九公廟，與廟主委蔡宗良、當地華南里里長蔡國樑等人拿木偶宣傳。分別在在廟前的公明路、嘉義市文化中心藝文廣場、林森東路文財殿廟前廣場賞上演。

## 外部連結
- 嘉義市東門忠義十九公廟的Facebook專頁